# Anthony Ralston
Anthony Ralston (Bellshill, 16 novembre 1998) è un calciatore scozzese, difensore del Celtic e della nazionale scozzese.

## Carriera

### Club
Giovanili al Celtic e vari prestiti
Cresciuto nel settore giovanile del Celtic, dopo una breve esperienza in prestito al Queen's Park, ha esordito con la prima squadra dei Bhoys l'11 maggio 2016, nella partita persa per 2-1 contro il St. Johnstone. Il 28 dicembre 2017 rinnova con il club scozzese fino al 2022.
Il 16 marzo 2018 passa in prestito fino al termine della stagione al Dundee United, dove colleziona 11 presenze con 1 goal.
Il 2 settembre 2019 viene ceduto nuovamente in prestito al St. Johnstone, dove realizza 22 presenze.
Rientro al Celtic
Nel corso della stagione 2021/2022 realizza 4 goal e 7 assist in 23 presenze di Scottish Premiership, contribuendo alla vittoria del campionato e della coppa di lega scozzese.  Il 26 settembre 2023 rinnova il suo contratto fino al 31 maggio 2027.

### Nazionale
Ha giocato nelle nazionali giovanili scozzesi Under-19 ed Under-20.
Ha debuttato con la nazionale under-21 scozzese il 5 settembre 2017, in occasione della partita di qualificazione all'Europeo 2019 vinta per 2-0 contro l'Olanda.
Il 14 novembre 2021 riceve la sua prima convocazione in nazionale maggiore in occasione della sfida contro la Danimarca del giorno dopo, in cui fa il suo esordio con gli scozzesi subentrando nel finale.
L'8 giugno 2022, alla seconda presenza, parte per la prima volta da titolare e realizza la sua prima rete nel successo per 2-0 contro l'Armenia.

## Statistiche

### Presenze e reti nei club
Statistiche aggiornate al 28 dicembre 2017.
| Stagione        | Club            | Campionato      | Campionato | Campionato | Coppe nazionali | Coppe nazionali | Coppe nazionali | Coppe continentali | Coppe continentali | Coppe continentali | Supercoppe | Supercoppe | Supercoppe | Totale | Totale |
| Stagione        | Club            | Comp            | Pres       | Reti       | Comp            | Pres            | Reti            | Comp               | Pres               | Reti               | Comp       | Pres       | Reti       | Pres   | Reti   |
| --------------- | --------------- | --------------- | ---------- | ---------- | --------------- | --------------- | --------------- | ------------------ | ------------------ | ------------------ | ---------- | ---------- | ---------- | ------ | ------ |
| 2015-gen. 2016  | Queen's Park    | SL2             | 11         | 1          | SC+CdL          | 1+0             | 0               | -                  | -                  | -                  | SCC        | 3          | 0          | 15     | 1      |
| gen.-giu. 2016  | Celtic          | PL              | 1          | 0          | SC+CdL          | 0               | 0               | -                  | -                  | -                  | -          | -          | -          | 1      | 0      |
| 2016-2017       | Celtic          | PL              | 1          | 0          | SC+CdL          | 0+1             | 0               | UCL                | 0                  | 0                  | -          | -          | -          | 2      | 0      |
| 2017-gen. 2018  | Celtic          | PL              | 3          | 0          | SC+CdL          | 0+2             | 1               | UCL                | 2                  | 0                  | -          | -          | -          | 7      | 1      |
| gen.-giu. 2018  | Dundee Utd      | SC              | 11+4       | 1+1        | SC+CdL          | -               | -               | -                  | -                  | -                  | -          | -          | -          | 15     | 2      |
| 2018-2019       | Celtic          | PL              | 4          | 1          | SC+CdL          | 1+0             | 0               | UCL+UEL            | 0                  | 0                  | -          | -          | -          | 5      | 1      |
| ago.-set. 2019  | Celtic          | PL              | 2          | 0          | SC+CdL          | -               | 0               | UCL+UEL            | 1+1                | 0                  | -          | -          | -          | 4      | 0      |
| set. 2019-2020  | St. Johnstone   | PL              | 22         | 0          | SC+CdL          | 2+0             | 0               | -                  | -                  | -                  | -          | -          | -          | 24     | 0      |
| 2020-2021       | Celtic          | PL              | 1          | 0          | SC+CdL          | 0               | 0               | UCL+UEL            | 0                  | 0                  | -          | -          | -          | 1      | 0      |
| 2021-2022       | Celtic          | SP              | 28         | 4          | SC+CdL          | 3+4             | 0               | UCL+UEL+UECL       | 2+9+1              | 0+1+0              | -          | -          | -          | 47     | 5      |
| 2022-2023       | Celtic          | SP              | 16         | 0          | SC+CdL          | 1+1             | 0               | UCL                | 0                  | 0                  | -          | -          | -          | 18     | 0      |
| 2023-2024       | Celtic          | SP              | 15         | 0          | SC+CdL          | 2+1             | 0               | UCL                | 0                  | 0                  | -          | -          | -          | 18     | 0      |
| Totale Celtic   | Totale Celtic   | Totale Celtic   | 71         | 5          |                 | 16              | 1               |                    | 16                 | 1                  |            | -          | -          | 103    | 7      |
| Totale carriera | Totale carriera | Totale carriera | 119        | 8          |                 | 19              | 1               |                    | 16                 | 1                  |            | 3          | 0          | 157    | 10     |

### Cronologia presenze e reti in nazionale
| Cronologia completa delle presenze e delle reti in nazionale ― Scozia | Cronologia completa delle presenze e delle reti in nazionale ― Scozia | Cronologia completa delle presenze e delle reti in nazionale ― Scozia | Cronologia completa delle presenze e delle reti in nazionale ― Scozia | Cronologia completa delle presenze e delle reti in nazionale ― Scozia | Cronologia completa delle presenze e delle reti in nazionale ― Scozia | Cronologia completa delle presenze e delle reti in nazionale ― Scozia | Cronologia completa delle presenze e delle reti in nazionale ― Scozia |
| Data                                                                  | Città                                                                 | In casa                                                               | Risultato                                                             | Ospiti                                                                | Competizione                                                          | Reti                                                                  | Note                                                                  |
| --------------------------------------------------------------------- | --------------------------------------------------------------------- | --------------------------------------------------------------------- | --------------------------------------------------------------------- | --------------------------------------------------------------------- | --------------------------------------------------------------------- | --------------------------------------------------------------------- | --------------------------------------------------------------------- |
| 15-11-2021                                                            | Glasgow                                                               | Scozia                                                                | 2 – 0                                                                 | Danimarca                                                             | Qual. Mondiali 2022                                                   | -                                                                     | 87’                                                                   |
| 8-6-2022                                                              | Glasgow                                                               | Scozia                                                                | 2 – 0                                                                 | Armenia                                                               | UEFA Nations League 2022-2023 - 1º turno                              | 1                                                                     | 76’                                                                   |
| 11-6-2022                                                             | Dublino                                                               | Irlanda                                                               | 3 – 0                                                                 | Scozia                                                                | UEFA Nations League 2022-2023 - 1º turno                              | -                                                                     |                                                                       |
| 14-6-2022                                                             | Erevan                                                                | Armenia                                                               | 1 – 4                                                                 | Scozia                                                                | UEFA Nations League 2022-2023 - 1º turno                              | -                                                                     | 64’                                                                   |
| 24-9-2022                                                             | Glasgow                                                               | Scozia                                                                | 2 – 1                                                                 | Irlanda                                                               | UEFA Nations League 2022-2023 - 1º turno                              | -                                                                     | 58’                                                                   |
| 27-9-2022                                                             | Cracovia                                                              | Ucraina                                                               | 0 – 0                                                                 | Scozia                                                                | UEFA Nations League 2022-2023 - 1º turno                              | -                                                                     | 90+1’                                                                 |
| 16-11-2023                                                            | Tbilisi                                                               | Georgia                                                               | 2 – 2                                                                 | Scozia                                                                | Qual. Euro 2024                                                       | -                                                                     | 79’                                                                   |
| 22-3-2024                                                             | Amsterdam                                                             | Paesi Bassi                                                           | 4 – 0                                                                 | Scozia                                                                | Amichevole                                                            | -                                                                     | 74’                                                                   |
| 7-6-2024                                                              | Glasgow                                                               | Scozia                                                                | 2 – 2                                                                 | Finlandia                                                             | Amichevole                                                            | -                                                                     |                                                                       |
| 14-6-2024                                                             | Monaco di Baviera                                                     | Germania                                                              | 5 – 1                                                                 | Scozia                                                                | Euro 2024 - 1º turno                                                  | -                                                                     | 48’                                                                   |
| 19-6-2024                                                             | Colonia                                                               | Scozia                                                                | 1 – 1                                                                 | Svizzera                                                              | Euro 2024 - 1º turno                                                  | -                                                                     |                                                                       |
| 23-6-2024                                                             | Stoccarda                                                             | Scozia                                                                | 0 – 1                                                                 | Ungheria                                                              | Euro 2024 - 1º turno                                                  | -                                                                     | 83’                                                                   |
| 5-9-2024                                                              | Glasgow                                                               | Scozia                                                                | 2 – 3                                                                 | Polonia                                                               | UEFA Nations League 2024-2025 - 1º turno                              | -                                                                     |                                                                       |
| 8-9-2024                                                              | Lisbona                                                               | Portogallo                                                            | 2 – 1                                                                 | Scozia                                                                | UEFA Nations League 2024-2025 - 1º turno                              | -                                                                     | 85’                                                                   |
| 12-10-2024                                                            | Zagabria                                                              | Croazia                                                               | 2 – 1                                                                 | Scozia                                                                | UEFA Nations League 2024-2025 - 1º turno                              | -                                                                     |                                                                       |
| 15-10-2024                                                            | Glasgow                                                               | Scozia                                                                | 0 – 0                                                                 | Portogallo                                                            | UEFA Nations League 2024-2025 - 1º turno                              | -                                                                     | 88’                                                                   |
| 15-11-2024                                                            | Glasgow                                                               | Scozia                                                                | 1 – 0                                                                 | Croazia                                                               | UEFA Nations League 2024-2025 - 1º turno                              | -                                                                     |                                                                       |
| 18-11-2024                                                            | Varsavia                                                              | Polonia                                                               | 1 – 2                                                                 | Scozia                                                                | UEFA Nations League 2024-2025 - 1º turno                              | -                                                                     | 76’                                                                   |
| 20-3-2025                                                             | Il Pireo                                                              | Grecia                                                                | 0 – 1                                                                 | Scozia                                                                | UEFA Nations League 2024-2025 - Play-off                              | -                                                                     | 89’                                                                   |
| 23-3-2025                                                             | Glasgow                                                               | Scozia                                                                | 0 – 3                                                                 | Grecia                                                                | UEFA Nations League 2024-2025 - Play-off                              | -                                                                     |                                                                       |
| 9-6-2025                                                              | Vaduz                                                                 | Liechtenstein                                                         | 0 – 4                                                                 | Scozia                                                                | Amichevole                                                            | -                                                                     | 68’                                                                   |
| Totale                                                                |                                                                       | Presenze                                                              | 21                                                                    |                                                                       | Reti                                                                  | 1                                                                     |                                                                       |

## Palmarès

### Club

#### Competizioni nazionali
- Campionato scozzese: 8

Celtic: 2015-2016, 2016-2017, 2017-2018, 2018-2019, 2021-2022, 2022-2023, 2023-2024, 2024-2025
- Coppa di Scozia: 5

Celtic: 2016-2017, 2017-2018, 2018-2019, 2022-2023, 2023-2024
- Coppa di Lega scozzese: 6

Celtic: 2016-2017, 2017-2018, 2018-2019, 2021-2022, 2022-2023, 2024-2025